# Microsema quadripunctaria
Microsema quadripunctaria är en fjärilsart som beskrevs av Jacob Hübner 1823. Microsema quadripunctaria ingår i släktet Microsema och familjen mätare. Inga underarter finns listade i Catalogue of Life.